# Castelliri
Castelliri là một đô thị có 3500 dân ở tỉnh Frosinone (Valle Latina) trong vùng Lazio. Đô thị này nằm ở thung lũng Liri, khoảng 90 km về phía đông nam của Roma và khoảng 20 km về phía đông bắc của Frosinone.
Castelliri giáp các đô thị: Arpino, Isola del Liri, Monte San Giovanni Campano, Sora.